# هیگاشی‌دوری، آئوموری
هیگاشی‌دوری، آئوموری (به لاتین: Higashidōri, Aomori) یک منطقه‌ی مسکونی در ژاپن است که در Shimokita District واقع شده‌است. هیگاشی‌دوری ۲۹۵٫۲۷ کیلومترمربع مساحت و ۶٬۷۲۵ نفر جمعیت دارد.